# Hinduismo popular
El hinduismo popular es el aspecto de esta religión mezclado con las prácticas animistas, opuesto a los aspectos ritualistas (rigvedismo y brahmanismo) y místicos (vedanta).
El hinduismo popular es totalmente politeísta, opuesto al vedanta (impersonalista) y al visnuismo y al krisnaísmo (personalistas), que enfatizan el monoteísmo.